# Cantone di Marmande-Ovest
Il Cantone di Marmande-Ovest era una divisione amministrativa dell'arrondissement di Marmande.
È stato soppresso a seguito della riforma complessiva dei cantoni del 2014, che è entrata in vigore con le elezioni dipartimentali del 2015.
Comprendeva parte della città di Marmande e i comuni di
- Beaupuy
- Mauvezin-sur-Gupie
- Sainte-Bazeille
- Saint-Martin-Petit